# Ronald W. Yates

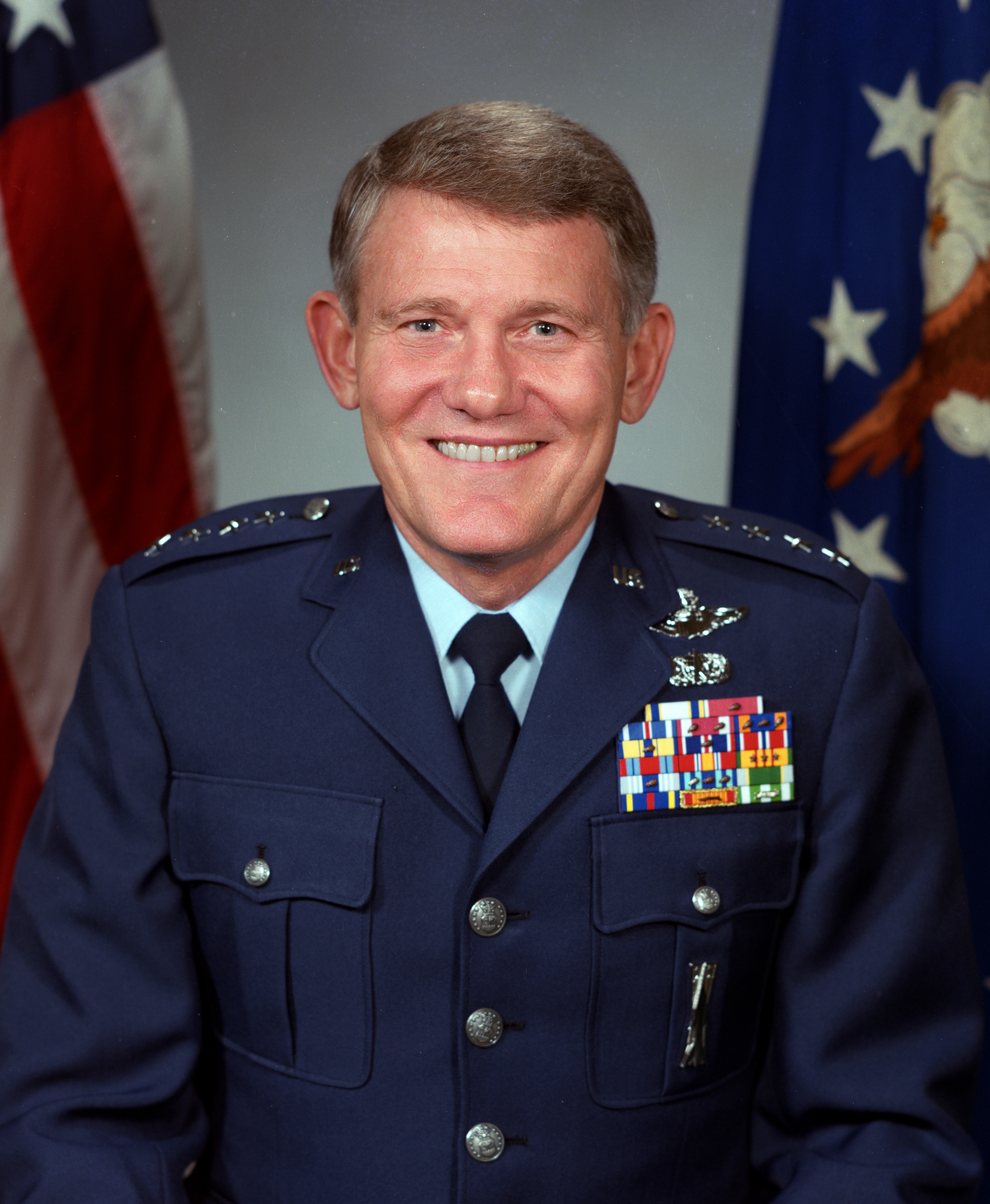
General Ronald W. Yates

Ronald Wilburn Yates (* 3. Oktober 1938 in Memphis, Tennessee) ist ein ehemaliger US-amerikanischer Offizier der US Air Force, der als General von 1990 bis 1992 Kommandeur des Luftwaffensystemkommandos AFSC (Air Force Systems Command) sowie zuletzt zwischen 1992 und 1995 Kommandeur des daraus hervorgegangenen Luftwaffenmaterialkommandos AFMC (Air Force Materiel Command) war. Er absolvierte als Kampf- und Testpilot über 4400 Flugstunden auf mehr als fünfzig Flugzeugtypen und flog 100 Kampfeinsätze in Südostasien.

## Leben

### Offiziersausbildung, Offizier und Stabsoffizier

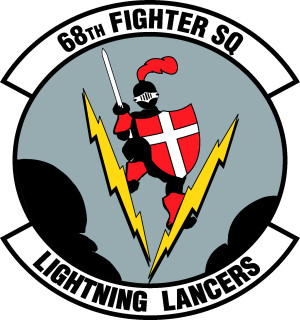
Ronald W. Yates begann 1962 seine Pilotenlaufbahn beim 68. Jagdabfanggeschwaders (68th Fighter Interceptor Squadron).

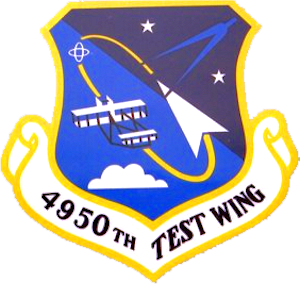
Oberst Yates war zwischen 1981 und 1983 Kommandeur des 4950. Testgeschwaders (4950th Test Wing).

Ronald Wilburn Yates begann nach dem Schulbesuch eine Offiziersausbildung an der US Air Force Academy (USAFA), die er 1960 mit einem Bachelor of Science in Militärwissenschaften (BS Military Science) beendete. Im Anschluss absolvierte er zwischen dem 1. Juni 1960 und November 1962 seine Pilotenausbildung auf den Luftwaffenstützpunkt Spence Air Base und nach deren Auflösung 1961 auf der Perrin Air Force Base. Während dieser Zeit wurde er am 8. Juni 1960 zum Leutnant (Second Lieutenant) sowie am 8. Dezember 1961 zum Oberleutnant (First Lieutenant) befördert. Anschließend fand er während des Vietnamkrieges zwischen dem 2. Dezember 1962 und Juni 1964 Verwendung als Pilot der auf der Itazuke Air Base in Japan stationierten 68. Jagdabfanggeschwaders (68th Fighter Interceptor Squadron) sowie vom 3. Juni 1964 bis Juni 1966 als Pilot beim 509. Jagdabfanggeschwaders (509th Fighter Interceptor Squadron), das auf der Clark Air Base auf den Philippinen stationiert war. Während dieser Zeit besuchte er 1964 die Schule für Staffeloffiziere (Squadron Officer School) auf der Maxwell Air Force Base und wurde am 8. Dezember 1964 zum Hauptmann (Captain) befördert. Er war vom 4. Juli 1966 bis Dezember 1970 zunächst Schüler, dann Testpilot sowie zuletzt Chef für Luft- und Raumfahrtforschungspiloten an der  Aerospace Research Pilot School auf der Edwards Air Force Base und wurde dort am 20. Juni 1968 zum Major befördert. Während dieser Zeit absolvierte er ein postgraduales Studium im Fach Systemmanagement an der University of Southern California (USC), das er mit einem Master of Science (MS Systems Management) beendete. Zugleich war er 1970 Absolvent des Air Command and Staff College (ACSC) auf der Maxwell Air Force Base.
Am 5. Januar 1971 wurde Major Yates Direktor für die Personalverwaltung für leitende Offiziere (Director, Senior Officer Management) im Hauptquartier des Luftwaffensystemkommandos auf der Andrews Air Force Base. Danach besuchte er zwischen dem 6. Januar und Juli 1973 das Defense Systems Management College in Fort Belvoir und erhielt während dieser Zeit am 1. Mai 1973 seine Beförderung zum Oberstleutnant (Lieutenant Colonel). Am 7. Juli 1973   übernahm er den Posten als Direktor für die Entwicklungsstests für das Fairchild-Republic A-10 „Thunderbolt II“-Erdkampfflugzeugprogramm der Abteilung Luftfahrtsysteme auf der Wright-Patterson Air Force Base, dem Hauptquartier des Luftwaffenlogistikkommandos AFLC (Air Force Logistics Command). Danach absolvierte er vom 8. August 1976 bis Juni 1977 ein Studium am Industrial College of the Armed Forces (ICAF) in Fort Lesley J. McNair. Nach dessen Beendigung war er zwischen dem 9. Juli 1977 und März 1979 als Programmelementüberwacher im F-16 „Fighting Falcon“-Mehrzweckkampfflugzeugprogramm im Büro des stellvertretenden Chefs des Luftwaffenstabes für Forschung und Entwicklung im Hauptquartier der US Air Force tätig und wurde dort am 30. August 1977 zum Oberst (Colonel) befördert. Er kehrte daraufhin zur Wright-Patterson Air Force Base zurück und war dort zwischen dem 10. April 1979 und Juni 1980 zunächst stellvertretender Programmdirektor sowie im Anschluss vom 11. Juli 1980 bis Juli 1980 Programmdirektor des F-15 „Eagle“-Jagdflugzeugprogramms der Abteilung Luftfahrtsysteme des Luftwaffenlogistikkommandos. Danach folgten zwei weitere Verwendungen auf der Wright-Patterson Air Force Base, und zwar zunächst zwischen dem 12. Juli 1981 und April 1983 als Kommandeur des 4950. Testgeschwaders (4950th Test Wing) sowie anschließend vom 13. April bis August 1983 als Direktor für taktische Systeme der Abteilung Luftfahrtsysteme des Luftwaffenlogistikkommandos.

### Aufstieg zum General

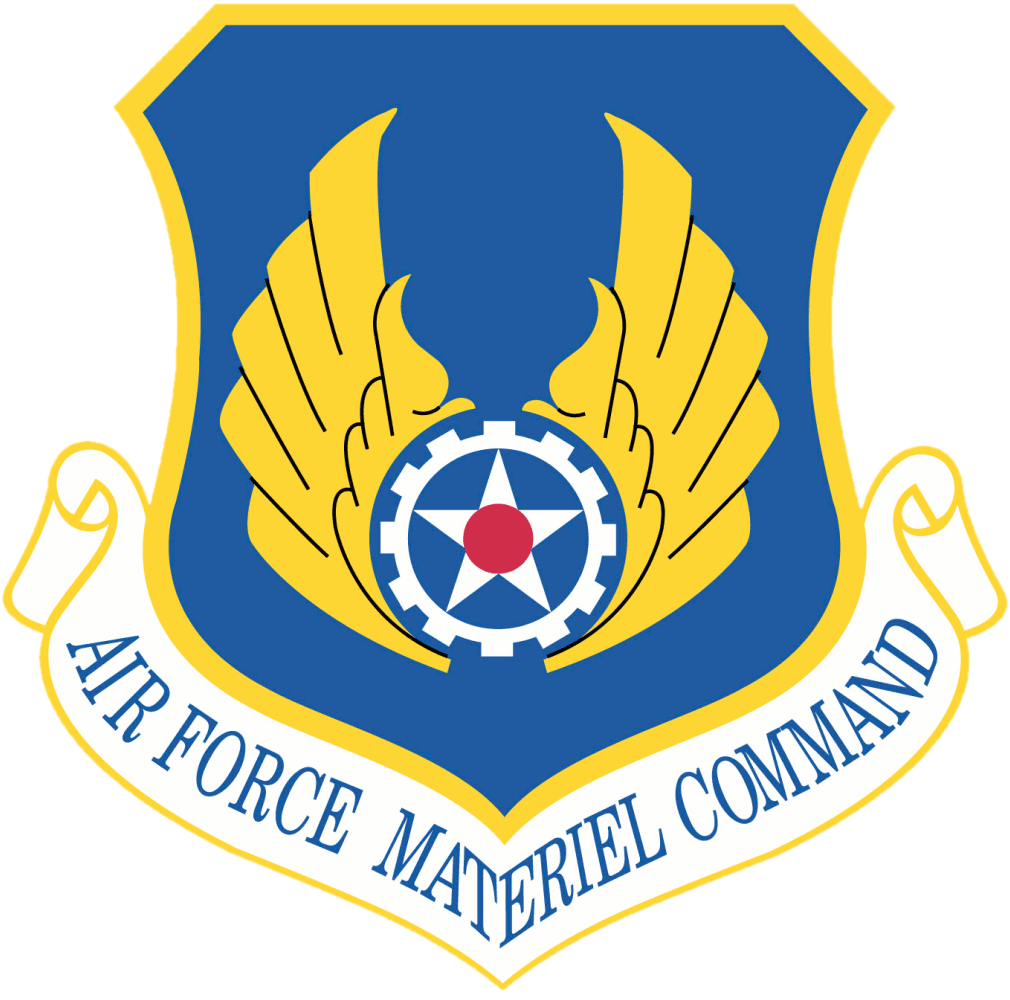
General Robert W. Yates war von 1992 bis 1995 Kommandeur des Luftwaffenmaterialkommandos AFMC (Air Force Materiel Command).

Auch danach blieb Ronald W. Yates auf der Wright-Patterson Air Force Base und war in der Abteilung Luftfahrtsysteme des Luftwaffenlogistikkommandos vom 14. August 1983 bis Juli 1986 Direktor des F-16 „Fighting Falcon“-Systemprogramms. Als solcher wurde er am 1. September 1983 zunächst zum Brigadegeneral (Brigadier General) sowie am 1. Oktober 1985 auch noch zum Generalmajor (Major General) befördert. Am 15. Juli 1986 wechselte er ins US Department of the Air Force und war dort bis Januar 1989 zunächst Direktor für taktische Programme in der Unterabteilung Beschaffung sowie im Anschluss vom 16. Januar 1989 bis April 1990 erster stellvertretender Leiter der Unterabteilung Beschaffung (Principal Deputy Assistant Secretary of the Air Force for Acquisition). In dieser Verwendung erfolgte am 1. März 1989 seine Beförderung zum Generalleutnant (Lieutenant General).
Nach seiner Beförderung zum General am 1. April 1990 übernahm Yates am 17. April 1990 von General Bernard P. Randolph den Posten als Kommandeur des Luftwaffensystemkommandos AFSC (Air Force Systems Command) auf der Andrews Air Force Base. Dieses Kommando hatte er bis zur Auflösung dieses Kommandos im Juni 1992 inne. Daraufhin wurde er am 18. Juli 1992 auf der Wright-Patterson Air Force Base erster Kommandeur des Luftwaffenmaterialkommandos AFMC (Air Force Materiel Command), das aus der Zusammenlegung des Air Force Systems Command und des Luftwaffenlogistikkommandos (Air Force Logistics Command) hervorgegangen war. Das Air Force Materiel Command forscht, entwickelt, testet, beschafft und leistet logistische Unterstützung, die erforderlich ist, um Luftwaffeneinheiten und Waffensysteme in Bereitschaft zu halten und ihre Operationen in Frieden und Krieg aufrechtzuerhalten. Das Kommando verwaltet diese Systeme von ihren Anfängen auf dem Reißbrett bis zu ihrem Ausscheiden aus dem Inventar. Dies geschieht durch 18 spezialisierte Zentren. Das AFMC beschäftigt weltweit etwa 116.000 militärische und zivile Mitarbeiter. Am 1. Juli 1995 schied er aus dem aktiven Militärdienst und trat in den Ruhestand. Sein Nachfolger als Kommandeur des Air Force Materiel Command wurde daraufhin General Henry Viccellio Jr. Er absolvierte als Kampf- und Testpilot über 4400 Flugstunden auf mehr als fünfzig Flugzeugtypen und flog 100 Kampfeinsätze in Südostasien.

## Auszeichnungen
Auswahl der Dekorationen, sortiert in Anlehnung an die Order of Precedence of Military Awards:
- Air Force Distinguished Service Medal
- Legion of Merit (2×)
- Distinguished Flying Cross
- Air Force Meritorious Service Medal (3×)
- Air Medal (4×)
- Air Force Commendation Medal (3×)
- Vietnam Service Medal (4×)
- Republic of Vietnam Gallantry Cross mit Palmen
- Republic of Vietnam Campaign Medal